# Sołone (obwód doniecki)
Sołone (ukr. Солоне) – wieś na Ukrainie, w obwodzie donieckim, w rejonie pokrowskim, w hromadzie Pokrowsk. W 2001 liczyła 155 mieszkańców.